# Expropiación en España
La expropiación forzosa, para el derecho español, es un acto administrativo que por utilidad pública o interés social, despoja a una persona de parte de su patrimonio, compensándola con el pago de un justiprecio. El marco esencial de la figura se encuentra en el artículo 33.3 de la Constitución del 78. Pese a su carácter preconstitucional, sigue en vigor la Ley de 16 de diciembre de 1954, de Expropiación Forzosa (LEF); no obstante, el Tribunal Constitucional ha venido a compatibilizarla con la Constitución por vía jurisprudencial.
Se puede definir como la institución en virtud de la cual una administración pública territorial (expropiante) determina la transferencia coactiva de la propiedad de una cosa, derecho o interés legítimo susceptible de valoración patrimonial (objeto expropiado) desde su titular (expropiado) hacia un tercero público o privado (beneficiario) por causa de  utilidad pública o interés social (causa expropiandi) y mediante indemnización a través del procedimiento establecido.
Al margen de la expropiación administrativa de la que se está hablando, existe también la llamada expropiación legislativa, figura en la que las Cortes Generales emiten una ley que produce, sin necesidad de concreción administrativa, la expropiación de unos bienes determinados a cambio de una compensación que ella misma establece. Tal técnica, sustancialmente distinta a la expropiación forzosa administrativa, se ha solido utilizar para la creación de monopolios industriales o de servicios. La constitución del monopolio de cerillas, del de hidrocarburos, de la Banca Pública o la expropiación de RUMASA son algunos ejemplos de situaciones en las que se ha utilizado la expropiación legislativa.

## Sujetos

### Expropiante
Al tratarse de un acto administrativo, el titular de la potestad expropiatoria habrá de ser necesariamente un ente público. La Ley de Expropiación Forzosa, en su artículo 2.1, menciona a tres entes públicos territoriales, concretamente, al Estado, a la Provincia y al Municipio. El Tribunal Constitucional admitió jurisprudencialmente la potestad expropiatoria de las comunidades autónomas. Cuando las administraciones instrumentales requieran una expropiación, habrán de acudir a su administración territorial matriz para que ésta sea quien la lleve a cabo.
La competencia de la potestad expropiatoria de la Administración General corresponde a los Delegados del Gobierno. En el caso de la Administración autonómica, será competente el Consejo de Gobierno, o en todo caso, lo que disponga la normativa de la Comunidad Autónoma en cuestión. Finalmente, en la Administración local la competencia se atribuye al Alcalde y al Presidente de la Diputación Provincial.

### Beneficiario
Normalmente, el mismo expropiante ocupa la posición de beneficiario de la expropiación. No obstante, existen supuestos en los que el objeto de la expropiación no se transmite a quien hizo uso de la potestad expropiatoria, sino a un tercero. En caso de que la expropiación responda a causa de utilidad pública, el nuevo titular podrá ser otro ente público distinto al expropiante. Un ejemplo sería el caso antes expuesto de un ente instrumental que necesita del ente territorial matriz para conseguir una expropiación.
También puede darse el supuesto en el que la causa de expropiación resida en un interés social, en cuyo caso, el beneficiario podría ser una persona física o jurídica no pública.

### Expropiado
La condición de expropiado, o sujeto de cuyo patrimonio sale el objeto de la expropiación (derecho o interés legítimo), no es personal, sino ob rem. Dicho de otra manera, no se expropia a la persona en sí, sino a la persona como titular del objeto a expropiar.
La Administración tendrá por titular a aquel que aparezca con tal condición en los registros públicos destinados a tal efecto (registro de la propiedad, por ejemplo). En su defecto, acudirá al titular que figure en los registros fiscales, y por último, al titular aparente.
En caso de que existan diversos derechos reales sobre una misma cosa (propietario y usufructuario, por ejemplo), la compensación por la expropiación será unitaria y a cada titular le corresponderá un porcentaje de ella acorde al valor de su derecho sobre el conjunto.

## Objeto
El objeto de la expropiación son derechos y/o intereses patrimoniales legítimos. No cabe, pues, la expropiación de derechos de carácter personal (derechos de la personalidad u obligaciones de hacer). El interés legítimo comprende aquellas situaciones jurídicas que pese a no tratarse de derechos subjetivos perfectos, su pérdida implica un perjuicio indirecto que ha de compensarse en el pago del justiprecio.
No podrán ser objeto de expropiación los bienes de dominio público. Esos bienes ya están destinados a un fin público, y en el supuesto de que quiera cambiarse tal fin (por otro público, claro está), habrá de utilizarse la figura de la mutación demanial. Los bienes de dominio público, según la tradición doctrinal, poseen la característica de no ser susceptibles de expropiación.

## Efectos

### Privación patrimonial
La privación patrimonial implica la sustracción de valor en el patrimonio de la persona expropiada, bien sea mediante la imposición de una situación pasiva, bien mediante la apropiación de la titularidad de algún derecho. Se incluye aquí la sustracción de parte del conjunto de derechos que incluye la propiedad dominical, como por ejemplo, el uso y disfrute sobre una cosa que sigue perteneciendo al expropiado, ahora convertido en nudo propietario.
Al usar el concepto de privación, se busca distinguir la actividad expropiatoria de la mera delimitación genérica de derechos. La diferencia es fundamental de cara a la necesidad de pagar o no una compensación, que sólo es posible en la expropiación y no en la limitación genérica. Distinguir ambas figuras tiene cierta dificultad, puesto que existe la posibilidad de que normativamente se realice una privación patrimonial disfrazada de limitación, y por lo tanto, no compensable con un justiprecio. La doctrina no es pacífica al respecto. Así, la delimitación se realizaría por vía normativa con fundamento en la pura dinámica social y económica que requiere de tales limitaciones para la correcta compatibilidad entre el derecho y el interés público. A partir de ahí, mediante actos singulares, entraría en acción las privaciones concretas, fundadas en una función pública o interés social de naturaleza distinta al interés general que trata de proteger la delimitación genérica.
También conviene diferenciar la privación patrimonial imperativa y deliberada de la expropiación, de la privación producida accidentalmente por la Administración en un acto que tenía un objetivo distinto, supuesto que entraría dentro del ámbito de la responsabilidad patrimonial de la Administración. Por ello, al pago del justiprecio no se le denomina indemnización, sino compensación.

### Pago del justiprecio
El pago del justiprecio es completamente necesario acorde al artículo 33.3 de la Constitución, y su abono o consignación es esencial para la transmisión de la propiedad.
Al igual que en la Segunda República Española, el requisito de pago previo del justiprecio no se ha elevado a rango constitucional. De esta manera, se admiten las expropiaciones urgentes, en las que la determinación y pago del justiprecio es posterior a la ocupación.
El justiprecio debe suponer una compensación íntegra por la pérdida patrimonial que el expropiado experimenta. Deberá contener un valor suficiente como para sustituir lo expropiado acorde al valor real, que, en principio, sería el de mercado. No obstante, la legislación urbanística establece unos valores objetivos, en atención a ciertas pautas, que suelen alcanzar resultados inferiores al mercado. El momento al que se atenderá para calcular el valor de sustitución será la fecha en que se produzca la iniciación del expediente de justiprecio, y a partir de ese momento, no se valorarán las mejoras realizadas por el expropiado, a menos que fuesen imprescindibles para la conservación de la cosa expropiada.
De esta manera, para la formación del justiprecio se atiende, en primer lugar, a la objetividad de los criterios de valoración, no incluyéndose el valor sentimental, afectivo, o cualquier otro de naturaleza subjetiva. No obstante, se incluye el llamado "premio de afección" por tal perjuicio, que comprende el 5% del importe total del justiprecio resultante.
En el justiprecio se tendrá en cuenta la sustitución íntegra que repare todo el perjuicio causado con la actividad expropiatoria, no exclusivamente el valor de mercado del derecho expropiado. Así, por ejemplo, la expropiación de un local de negocios incluye no sólo el valor del local, sino el perjuicio total que suponga para el expropiado, incluyendo eventuales pérdidas de clientes o de posicionamiento empresarial.
Como regla de cierre, se dice que el justiprecio no incluirá la plusvalía producida por el propio acto que da lugar a la expropiación. De la misma manera, se entiende que la disminución de valor operada por idénticos motivos también será ignorada en la formación del justiprecio.

## Procedimiento
La Ley de Expropiación Forzosa contempla tres tipos básicos de procedimientos expropiatorios: el procedimiento general, el procedimiento de urgencia y los ocho procedimientos especiales.

### Procedimiento general
El procedimiento general, en teoría, debería ser el procedimiento más utilizado en la actividad expropiatoria. La práctica se ha distanciado de la intención del legislador, siendo muchísimo más numerosos los casos en los que se utiliza el procedimiento de urgencia o los procedimientos especiales.

#### Declaración de utilidad pública o interés social
En el procedimiento general, se parte de un requisito previo a la expropiación forzosa, consistente en la «declaración de utilidad pública o interés social del fin a que haya de afectarse el objeto expropiado». Tal declaración habría de hacerse, por norma general, mediante ley que determinase los casos concretos en que existe la utilidad pública o el interés social. No obstante, las vías que se utilizan por norma general son las de la declaración legal genérica (posibilita la expropiación para un determinado fin, sin concretar en qué casos exactos existe tal fin) o las declaraciones implícitas en la expropiación de bienes inmuebles.

#### Declaración de necesidad de ocupación
En la abundantísima declaración legal genérica se requiere un acto administrativo que declare la necesidad de ocupación de los bienes y derechos concretos que se pretenden expropiar para satisfacer la utilidad pública o interés social perseguidos. Se requiere que esos bienes o derechos sean exclusivamente los necesarios e indispensables para la satisfacción del fin, e igualmente, sean idóneos técnica y socialmente para la consecución de tal fin. La impugnación y recurso de la declaración de necesidad de ocupación se basará en la necesidad e idoneidad de lo expropiado, siendo una garantía importante para el expropiado. Tal recurso tendrá efecto suspensivo.
En las no menos frecuentes declaraciones implícitas, la declaración de necesidad de ocupación irá pareja a la aprobación del plan que suponga la expropiación. El beneficiario habrá de incluir, no obstante, la relación exacta de los bienes que el plan contemple para la correcta determinación de expropiados e interesados. Se elimina así el trámite de recursos contra la declaración de necesidad de ocupación.

#### Determinación del justiprecio
Para la determinación del valor de la compensación se atiende al valor objetivo de lo expropiado. En un primer momento, ambas partes pueden llegar a un mutuo acuerdo sobre el importe del justiprecio. Si a los quince días de haberse cerrado el trámite de la declaración de necesidad de ocupación, y haber informado al interesado, beneficiario y expropiado no son capaces de convenir una cantidad, se inicia la etapa de valoración contradictoria. La Administración emplazará al interesado para que en 20 días presente su hoja de aprecio con la valoración del bien. Una vez presentada, la Administración optará por conformarse o por realizar su propia hoja de aprecio. Si habiendo hecho esto último, el expropiado rechaza la hoja de aprecio de la Administración, se pasa a la etapa de valoración por Jurado.
En la etapa de valoración por Jurado Provincial de Expropiación, se acude ante un órgano colegiado presidido por un Magistrado (a designación del Presidente de la Audiencia Provincial), al que se suman dos vocales designados por la Administración (Un abogado del Estado y otro funcionario superior). Finalmente, otros dos vocales representarán los intereses privados, concretamente, un Notario libremente designado por el Decano del Colegio Notarial del lugar, y un representante de la Cámara, Colegio profesional u Organización Empresarial que corresponda, en función de la naturaleza de lo expropiado.
El acuerdo motivado de este Jurado se notificará al interesado y a la Administración, poniendo fin a la vía administrativa. En un eventual recurso contencioso-administrativo, la decisión del Jurado gozará de presunción iuris tantum de legalidad.

#### Pago y ocupación
El procedimiento de expropiación culmina con el pago del justiprecio y la ocupación del bien por parte de la Administración. Cabe destacar que el pago habrá de realizarse antes de seis meses desde su fijación. A partir de ese tiempo, devengará un interés de demora. La forma normal de pago es mediante dinero, por talón nominativo o transferencia bancaria. En algunos casos, los pagos se hacen en especie, principalmente en el ámbito urbanístico. En todo caso, la naturaleza compensatoria del justiprecio exime al pago de gravámenes e impuestos.
La ejecución de la ocupación requiere autorización judicial previa en el supuesto de que las edificaciones se pudieran encontrar protegidas por el derecho a la inviolabilidad del domicilio. En caso contrario, la Administración por sí sola podrá tomar posesión de lo expropiado, aun con auxilio de las Fuerzas y Cuerpos de Seguridad del Estado.

### Procedimientos especiales
Los procedimientos especiales incluyen la expropiación por zonas o grupos de bienes; la expropiación de bienes de valor artístico, histórico y arqueológico; la expropiación por incumplimiento de la función social de la propiedad; la expropiación por traslado de poblaciones; la expropiación por razón de urbanismo; expropiación por razones de seguridad o Defensa Nacional; expropiación de propiedad industrial; y expropiación por realización de obras públicas o colonización.

## Extinción
La extinción de la expropiación es una figura doctrinal basada en el derecho de reversión. Este derecho, de configuración enteramente legal y no protegido por la Constitución, permite que quien sufra la expropiación pueda recuperar lo expropiado en el supuesto de que cese el fin público o interés social que motivó la actuación expropiatoria. La reversión, como es obvio, implica la devolución del justiprecio que en ese momento le fuese entregado.
Así pues la reversión es la garantía última de una expropiación ya realizada: concede un derecho al titular expropiado para recuperar mediante abono del precio los bienes expropiados si estos no son precisos para el interés social o utilidad pública en cuya atención fueron expropiados.